# Euploea aisa
Euploea aisa är en fjärilsart som beskrevs av Hans Fruhstorfer 1910. Euploea aisa ingår i släktet Euploea och familjen praktfjärilar. Inga underarter finns listade i Catalogue of Life.